# 树槐堂
中共闽西特委机关旧址—树槐堂，位于中国福建省上杭县古田镇苏家坡村，明末始建。坐西朝东，占地面积1100平方米。砖木结构，一正两横布局。1929年10月中旬到1930年3月，中共闽西特委机关从上杭城迁到苏家坡，开展土地革命斗争，协助红四军的各项工作，为建立、巩固和发展闽西革命根据地作出了贡献。毛泽东随中共闽西特委机关来到树槐堂，进行了大量的社会调查，代表红四军前委指导中共闽西特委工作，为闽西干部训练班讲课，创办了一所“平民小学”。2005年5月11日公布为第六批福建省文物保护单位。